# The Undying Darkness
The Undying Darkness är det tyska metalcore-bandet Calibans femte studioalbum, utgivet i februari 2006 på Roadrunner Records i Europa, USA och Japan.
Albumet producerades, liksom föregångaren, av svenske Anders Fridén (In Flames). Mille Petrozza från Kreator bidrog med gästsång och Mike D'Antonio från Killswitch Engage designade albumomslaget.
The Undying Darkness var Calibans första skiva med basisten Marco Schaller, samt bandets första musiksläpp som tog sig in på den brittiska topplistan, som högst på plats 12.

## Låtlista
1. "Intro" (instrumental) – 1:05
2. "I Rape Myself" – 3:24
3. "Song About Killing" – 3:19
4. "It's Our Burden to Bleed" – 3:49
5. "Nothing Is Forever" – 3:54
6. "Together Alone" – 3:10
7. "My Fiction Beauty" – 4:41
8. "No More 2nd Chances" – 4:04
9. "I Refuse to Keep On Living..." – 5:01
10. "Sick of Running Away" – 3:48
11. "Moment of Clarity" – 2:40
12. "Army of Me" (Björk-cover) – 3:33
13. "Room of Nowhere" – 3:44

## Medverkande
Musiker
- Andreas Dörner – sång
- Marc Görtz – gitarr
- Denis Schmidt – gitarr
- Marco Schaller – basgitarr
- Patrick Grün – trummor

Bidragande musiker
- Mille Petrozza – sång
- Tanja Keilen – sång
- Sky Hoff – gitarr

Produktion
- Anders Fridén – producent, inspelningstekniker
- Andy Sneap – mixning, mastering
- Mike D'Antonio – omslagskonst, layout